# Száva utcai adótorony

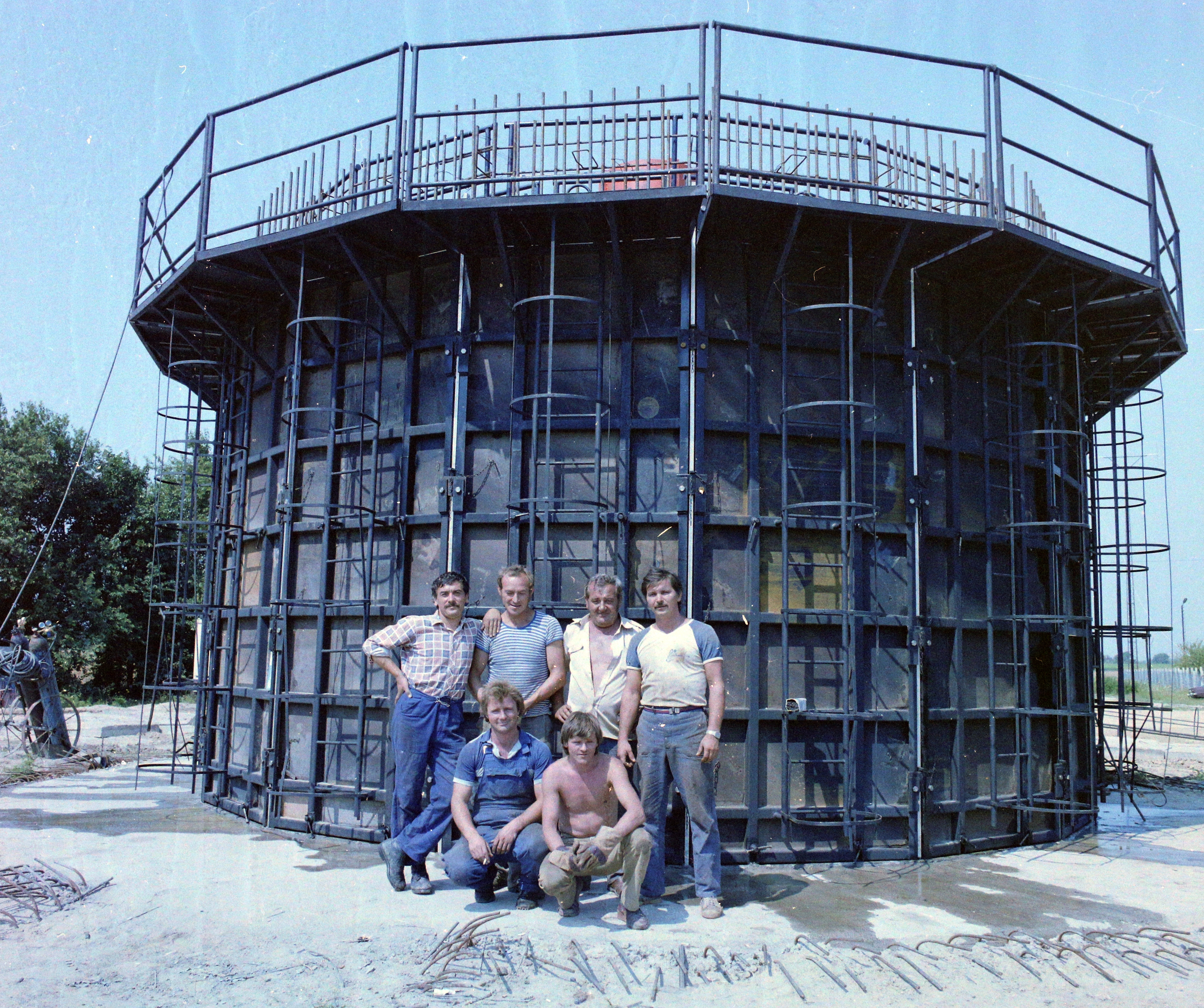
A Száva utcai adótorony építése 1987-ben (Uvaterv felvétele)

A Száva utcai adótorony Budapest X. kerületének Gyárdűlő nevű városrészében, a Száva utcában áll. Magyarország egyik legmagasabb építménye a maga 154 méteres magasságával. A torony a főváros dél pesti régiójából jól látható. A Magyar Telekom tulajdonában lévő telephelyen áll. 1987-1988 között épült. Gerincadóként földfelszíni sugárzású, digitális rádió (T-DAB+) és digitális televízió csatornák műsorait továbbítja (DVB-T szabványú One Földfelszíni TV és a mobiltelefonon fogható DVB-H).

## Külső hivatkozások
- Száva utcai adótorony – Fmdx.hu
- Száva utcai adótorony – sygic.com